# Adam Kowalik
Doutor Adam Kowalik SAC (Miedzno, Polônia, 24 de dezembro de 1961) é um religioso polaco.
Filho de Krystyna e Josef Kowalik, nasceu em Miedzno, vila do Condado de Klobuck, na Silésia, sul da Polônia. Graduado em Filosofia pela Universidade Católica de Cracóvia em 1984, e em Teologia pela Universidade Católica de Varsóvia em 1987. Recebeu o presbiterado das mãos do cardeal Józef Glemp, em 6 de maio de 1989, no Seminário dos Palotinos, na vila de Oltarzew.

## Biografia
- Ano 1990 - Vigário Paroquial da Paróquia de São Roque no Rio de Janeiro (R.J.).
- Ano 1991 - Nomeado primeiro reitor do Seminário Maior Palotino no R.J.
- Anos 1991-1994 - Diretor espiritual do Seminário Maior da Arquidiocese do Rio de Janeiro.
- Ano 1994 - Fez Mestrado em Direito Canônico no Pontifício Instituto Superior de Direito Canônico no Rio de Janeiro.
- Ano 1997 - Fez Doutorado em Direito Familiar Internacional na Pontifícia Universidade da Santa Cruz em Roma.
- Ano 1997 - Estudou Jurisprudência na Universidade Gregoriana em Roma.
- Anos 1998 -2006 - Pároco da Paroquia N.S dos Navegantes no R.J.
- Anos 1998-2000 - Derensor do Vínculo e Promotor de Justiça no Tribunal Eclesiástico no R.J.
- Ano 2000- Nomeado Juiz do Tribunal Eclesiástico da Arquidiocese do R.J.[1]
- Ano 2006-2008 - Nomeado Pároco da Paróquia N.S. de Fátima no RJ.[2] A partir do ano 2008 nomeado capelão da Irmandade de N.S. Mãe dos Homens no Rio de Janeiro - Centro.
- Nos anos 1999-2003 professor de Direito Familiar e a partir do ano 2005 professor de Direito Eclesiástico Público no Pontifício Instituto Superior de Direito Canônico no R.J.[3]
- Professor de direito canônico no Seminário Maior da Arquidiocese do Rio de Janeiro e de Niterói. Professor de direito canônico no Instituto das Sciências Religiosa no R.J.
- (2003- ) Naturalizado brasileiro por Portaria N.º 1239, de 19 de agosto de 2003, do Ministério da Justiça do Brasil.[4]
- (2005-) Membro do Consórcio Latino-Americano da Liberdade Religiosa (CLLR).[5]
- (2007-) Membro do Conselho Editorial da Revista Brasileira de Direito Canônico.[6]
- (2007-) Membro do Conselho Editorial da Panóptica - Revista Eletrônica Acadêmica de Direito[7]
- (2007-2008) Nomeado Juiz do Tribunal Eclesiástico da Arquidiocese de Niterói.
- (2008-) Membro do Consórcio Internacional de Direito e de Liberdade religiosa (ICLARS)[8]
- (2008-2013) Nomeado Juiz do Tribunal Eclesiástico da Diocese de Lugano.
- (2008-2016) Pároco da Paroquia Vernate, Neggio e Iseo-Cimo.
- (2013) Nomeado Juiz do Tribunal Eclesiástico de Apelaçāo de Friburgo (Suíça).
- (2016-) Pároco da Paroquia Arbedo.
- (01.12.2017) Fundador e presidente da Associação Suìça Sud Sudan (ASSS).

### Livros
- "Direito Canônico Familiar - Perspectivas", Santa Maria 2003, Ed. Biblos. ISBN 85-89174-13-1
- "A noção de família no recente ordenamento da Igreja e no Direito Internacional", Santa Maria 2004, Ed. Biblos. ISBN 85-89174-19-0

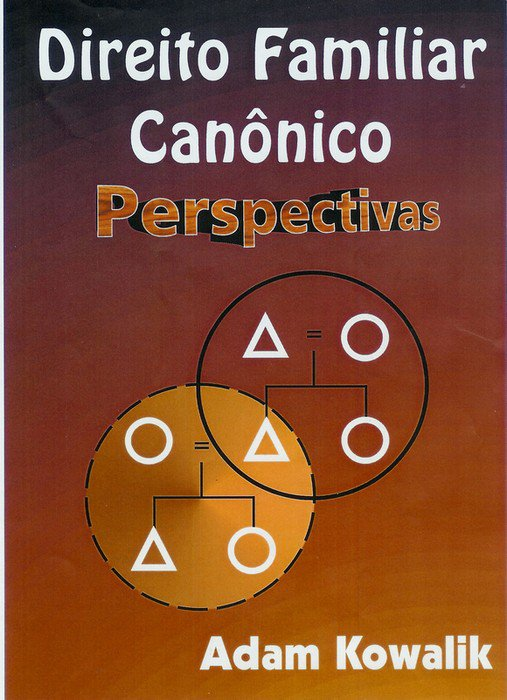
Direito Familiar Canonico Adam Kowalik

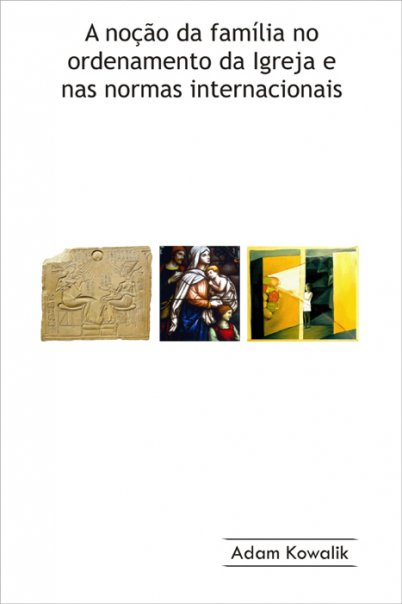
Direito Familiar Adam Kowalik

### Artigos
- "A História da noção do matrimônio" In: Direito&Pastoral, 29 (1994), ss. 51-54

ISSN 1981-7096
- "A noção de Família no ordenamento da Igreja", In: Direito&Pastoral, 39 (2000), ss. 65-72 ISSN 1981-7096
- "A noção de Família nas declarações e normas internacionais", In: Direito&Pastoral, 44 (2002), ss. 7-28 ISSN 1981-7096
- "Cristianismo no Novo Milenio", Rio de Janeiro 16.04.2004.[9]
- "Principios de relações entre a autoridade civil e eclesiastica. Relações Estado-Igreja em particular na legislação brasileira", In: V Coloquio del Consorcio Latinoamericano de Libertad Religiosa - 17-19.10.2005, Ed. Imagen y Arte Gráfica S.A. de C.V., México D. F. 2006, ss. 253-268.
- "Limites ao exercício da liberdade religiosa nos meios de comunicação no Brasil", Rio de Janeiro 2006 (Mídia e Religiões - visão jurídica, VI Colóquio do Consórcio Latino-Americano da Liberdade religiosa, Rio de Janeiro, 27-29.09.2006).[10]
- "A Liberdade Religiosa na Legislação no Brasil - em particular o Ensino Religioso nas Escolas Públicas", (The 1981 U.N. Declaration on Religious Tolerance and Non-Discrimination: Implementing Its Principles After Twenty-five Years, A Symposium Held at Brigham Young University, Provo, Utah, 1-3.10.2006).
- "A liberdade religiosa no novo milênio", Rio de Janeiro 2006.[11]
- "Matrimônio e família no direito canônico", In: Jus Navigandi, ano 11, n. 1375, 7 abr. 2007. ISSN 1518-4862[12]
- Efeito civil do casamento religioso no Brasil ontem e hoje. In: Âmbito Jurídico, Rio Grande, 41, 31 de maio de 2007.[13]
- "Noções de Direito familiar", In: Panóptica, Vitória, ano 1, n. 9, jul. – ago. 2007. ISSN 1980-7775[14]
- "Benedykt XVI i katolicyzm brazylijski", In: Kosciól.pl, ano 20007[15]
- "Karnawal w Rio de Janeiro - refleksje", In: Kosciól.pl, ano 2008.[16]

### Traduções
- Joan Carreras - Casamento: sexo, festa e direitoo - São Paulo 2004, Ed. Loyola. ISBN 85-15-02903-0
- Libero Gerosa - A interpretação da Lei na Igreja (Princípios, paradigmas, perspectivas) - São Paulo 2004, Ed. Loyola. ISBN 85-15-03149-3
- Karol Wojtyła - Família como "communio personarum", em Communio (2003), ISSN 0101-7942

## Prémios
- No dia 29 de novembro de 2004 ano recebeu o diploma "Moção" da Câmara Municipal do Rio de Janeiro pelo trabalho social no Complexo da Maré no Rio de Janeiro, feito nos anos 1998-2004.[17]
- 10 de julho de 2006 recebeu o título "Companheiro Paul Harris" em reconhecimento à prestação de tangíveis e significantes serviços com o objetivo de fomentar a compreensão e as relações amistosas entre os povos do mundo oferecido pela Fundação Rotária do Rotary Internacional.[18]

## Página pessoal
- web-site
- web-curiculum
- blog